# Inhibidor de la bomba de protons
Els inhibidors de la bomba de protons (o IBP) són un grup de fàrmacs l'acció principal és la reducció pronunciada i duradora de la producció d'àcid gàstric. El grup va seguir i ha substituït en gran part, a un altre grup de fàrmacs amb efectes similars, però de diferent forma d'acció, els anomenats antagonistes dels receptors H₂. Aquests medicaments es troben entre els medicaments més venuts en el món i en general es consideren segurs i eficaços. La gran majoria d'aquests fàrmacs són derivats de benzimidazol, però, la investigació indica que els nous derivats de la imidazopiridina poden ser un mitjà més eficaç de tractament. Dosis altes o un ús a llarg termini dels IBP comporten un possible augment del risc de fractures òssies.

## Ús clínic
Aquests medicaments es fan servir en el tractament de moltes condicions, com ara:
- Dispèpsia
- Úlcera pèptica
- Malaltia per reflux gastroesofàgic (MRGE)
- Esofagitis de reflux
- Esòfag de Barrett
- Prevenció de la gastritis d'estrès
- Gastrinoma i altres condicions que la causa de la hipersecreció d'àcid
- Síndrome de Zollinger-Ellison

## Exemples d'inhibidors de la bomba de protons
Fàrmacs comercialitzat al mercat espanyol:
- Omeprazole (EFG, Arapride, Aulcer, Dolintol, Gastrimut, Nuclosina, Parizac, Pepticum, Ulceral, Ulcesep)
- Lansoprazole (EFG, Duomate, Estomil, Lanzol, Monolitum, Opiren, Pro Ulco)
- Esomeprazole (EFG, Axiago, Nexium)
- Pantoprazole (EFG, Alapanzol, Anagastra, Pantecta)
- Rabeprazole (EFG, Pariet)

### Efectes adversos
En general, els inhibidors de la bomba de protons són ben tolerats, i la incidència a curt termini d'efectes adversos és relativament baixa. L'abast i la incidència d'efectes adversos són similars per a tots els inhibidors de la bomba de protons, encara que s'han reportat amb més freqüència amb l'omeprazol; això es pot deure al fet que fa més temps que és al mercat i, per tant, hi ha més experiència clínica.
Els efectes adversos comuns inclouen: cefalàlgia (en el 5,5% dels usuaris en els assajos clínics), nàusees, diarrea, dolor abdominal, fatiga i mareig. L'ús prolongat s'associa a hipomagnesèmia.
Com que el cos utilitza l'àcid gàstric per alliberar vitamina B₁₂ de les partícules dels aliments, i en veure's disminuïda l'acidesa, amb l'ús prolongat dels inhibidors de la bomba de protons, pot conduir a la deficiència de vitamina B₁₂.